# 小山スマートインターチェンジ
小山スマートインターチェンジ（おやまスマートインターチェンジ）は、静岡県駿東郡小山町の新東名高速道路上に開設が予定されているスマートインターチェンジである。名称は仮称である。小山パーキングエリアが併設予定である。

## 道路
- E1A 新東名高速道路

## 歴史
2012年（平成24年）6月から設置協議を始め、2013年（平成25年）6月11日に連結許可が出された。
2027年（令和9年）度の新秦野IC - 新御殿場IC間 開通に伴い、供用開始予定。

## 周辺
- 富士霊園
- 富士スピードウェイ

## 隣
E1A 新東名高速道路
(4) 新秦野IC - 山北スマートIC（事業中） - 小山PA/SIC（事業中） - (5) 新御殿場IC